# Katarzyna Kobylarczyk

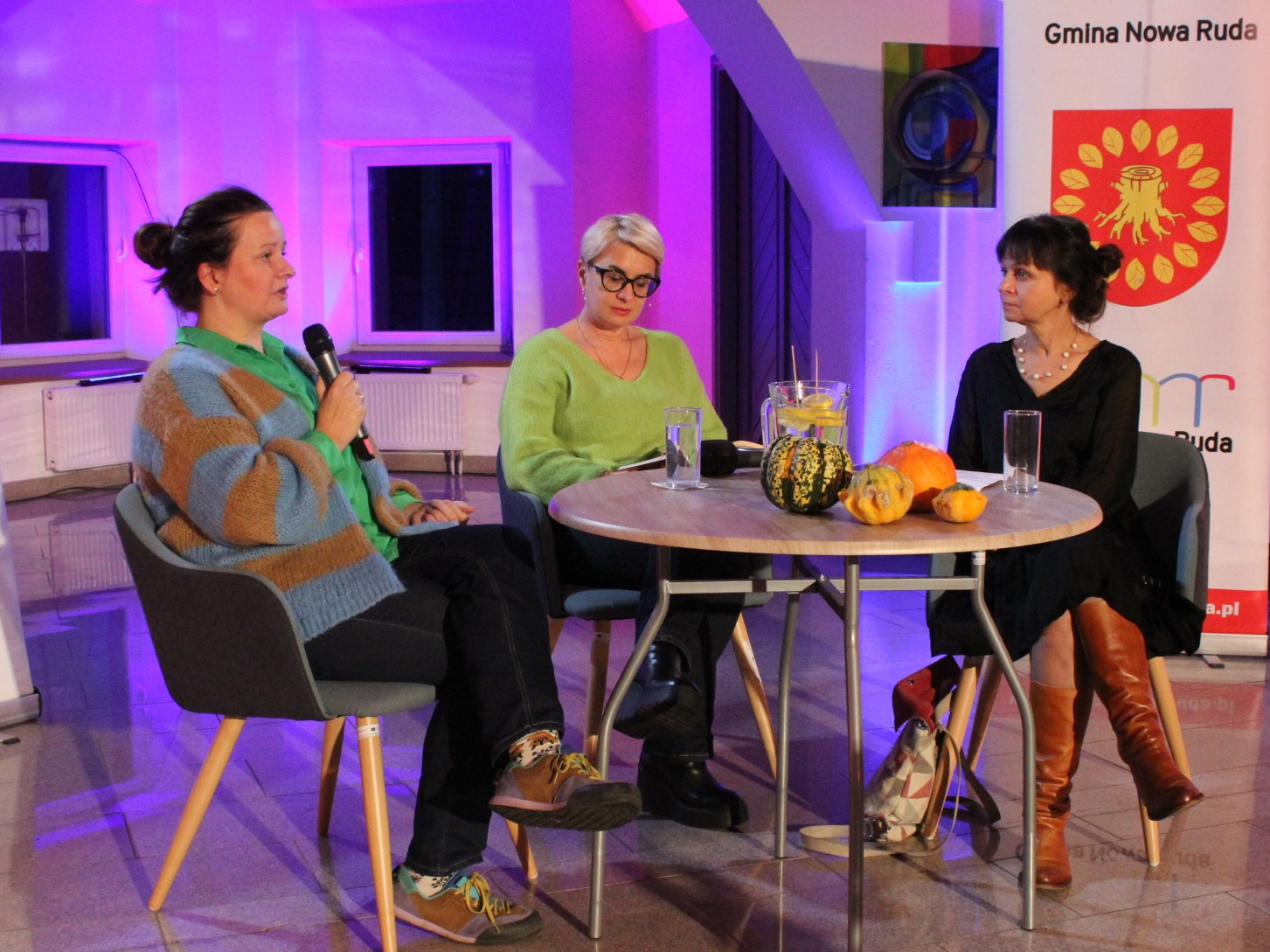
K. Kobylarczyk, Małgorzata Kolankowska, Urszula Glensk

Katarzyna Kobylarczyk (ur. 1980 w Krakowie) – polska reporterka, pisarka.

## Życiorys
W latach 2002–2008 pracowała jako dziennikarka w Dzienniku Polskim. Publikowała artykuły w Gazecie Wyborczej, Polityce, Tygodniku Powszechnym, National Geographic Traveler, Lodołamaczu wydawanym przez teatr Łaźnia Nowa i Nowej Fantastyce. Debiutowała w 2009 powieścią Baśnie z bloku cudów. Reportaże nowohuckie. W latach 2012–2016 współpracowała z Małopolskim Instytutem Kultury i była autorką książek publikowanych w ramach Małopolskich Dni Dziedzictwa Kulturowego. Powstały wtedy książki W tym sęk (2012), Wejdź na szlak (2012), Wielki wybuch (2014), Był sobie czas (2015), Wszystko płynie (2016). W 2013 opublikowała Pył z landrynek. Hiszpańskie fiesty. W maju 2020 jej książka Strup. Hiszpania rozdrapuje rany, wydana przez Wydawnictwo Czarne, została wyróżniona nagrodą im. Ryszarda Kapuścińskiego. W 2023 w Wydawnictwie Czarne ukazała się jej książka Ciałko. Hiszpania kradnie swoje dzieci.

## Nagrody
- 2004 – nagroda Zielonej Gruszki
- 2006 – nagroda tygodnika Angora dla najlepszych dziennikarzy prasy regionalnej w 2006 za artykuł Szahada o relacjach polsko-arabskich[11]
- 2006 – nagroda Za różnorodnością, przeciw dyskryminacji[1]
- 2020 – nagroda im. Ryszarda Kapuścińskiego[9]
- 2024 – nagroda Krakowska Książka Miesiąca Marca[12]

## Upamiętnienie
Jest patronką ławeczki w Parku Ratuszowym w Krakowie w dzielnicy XVIII Nowa Huta, o czym informuje tabliczka. Patroni ławeczek w przestrzeni publicznej są wybierani w ramach projektu Kody Miasta realizowanego przez Krakowskie Biuro Festiwalowe, operatora tytułu Kraków Miasto Literatury UNESCO, którym Kraków został uhonorowany w 2013 roku.